# Loena 1969A
Loena 1969A of Loena E-8No 201 was een Sovjet-ruimteschip dat bij de lancering in 1969 verloren ging. Het woog 5590 kg, en was de eerste van totaal drie van zulke sondes die ooit gelanceerd zijn.
Het ruimteschip was gebouwd om een zachte landing op de Maan uit te voeren en een maanwagentje op de Maan af te zetten.
Loena E-8 No.201 werd gelanceerd op een Proton-K 8K78K draagraket met als bovenste trap een 
Blok-D. Het geheel vertrok van Kosmodroom Bajkonoer.
Door een motorstoring tijdens de eerste fase stortte de raket ongeveer 15 kilometer van het lanceerplatform weer neer. Al voor er duidelijkheid kwam over de bedoeling van deze vlucht, liet NASA weten dat het een poging was geweest een wagentje op de Maan te laten rijden.